# 한밤의 영화음악실
한밤의 영화음악실은 대한민국의 방송국인 한국방송공사의 라디오 채널 KBS 제2라디오(AM 603kHz, FM 106.1MHz)에서 새벽 2시부터 새벽 3시까지 방송된 영화음악전문 라디오 프로그램이다. 2014년 9월 22일 KBS 가을 부분조정으로 1년만에 폐지되었다.

## 요일별 코너
- (월~금) : 내 마음의 풍금
- (월~금) : 음악으로 기억되는 영화, 오리지널 스코어
- (토) : 친절한 광희씨의 배우열전
- (일) : 영화의 완성, 영화음악의 장인들

## 진행자
- 1기 이택림 : 2013년 4월 9일 ~ 2014년 4월 7일
- 2기 유지원 : 2014년 4월 8일 ~ 9월 22일